# چاه شماره ۱ و ۲ علی ناجی رفسنجانی
چاه شماره ۱ و ۲ علی ناجی رفسنجانی یک منطقهٔ مسکونی در ایران است که در دهستان اسفندار واقع شده‌است.